# Делавэрская чайка
Делавэрская чайка (лат. Larus delawarensis) — вид птиц из семейства чайковых (Laridae), обитающий в Северной Америке.

## Описание
Делавэрская чайка длиной от 41 до 49 см, размах крыльев составляет от 112 до 124 см. Телосложение стройное, голова крупная. Длинные, тонкие крылья заострены на конце. Хвост короткий, прямой. Задний палец ноги не касается земли. Клюв относительно короткий и тонкий, с крючкообразной вершиной.
У взрослой чайки светло-серая спина и крылья. Вершины маховых перьев чёрные. Остальное оперение белое. Ноги и радужины жёлтые. Глаз окружён тонким, красным и неоперённым окологлазным кольцом. В брачном наряде голова чисто белая, жёлтый клюв имеет чёрную поперечную полосу перед вершиной.

## Распространение

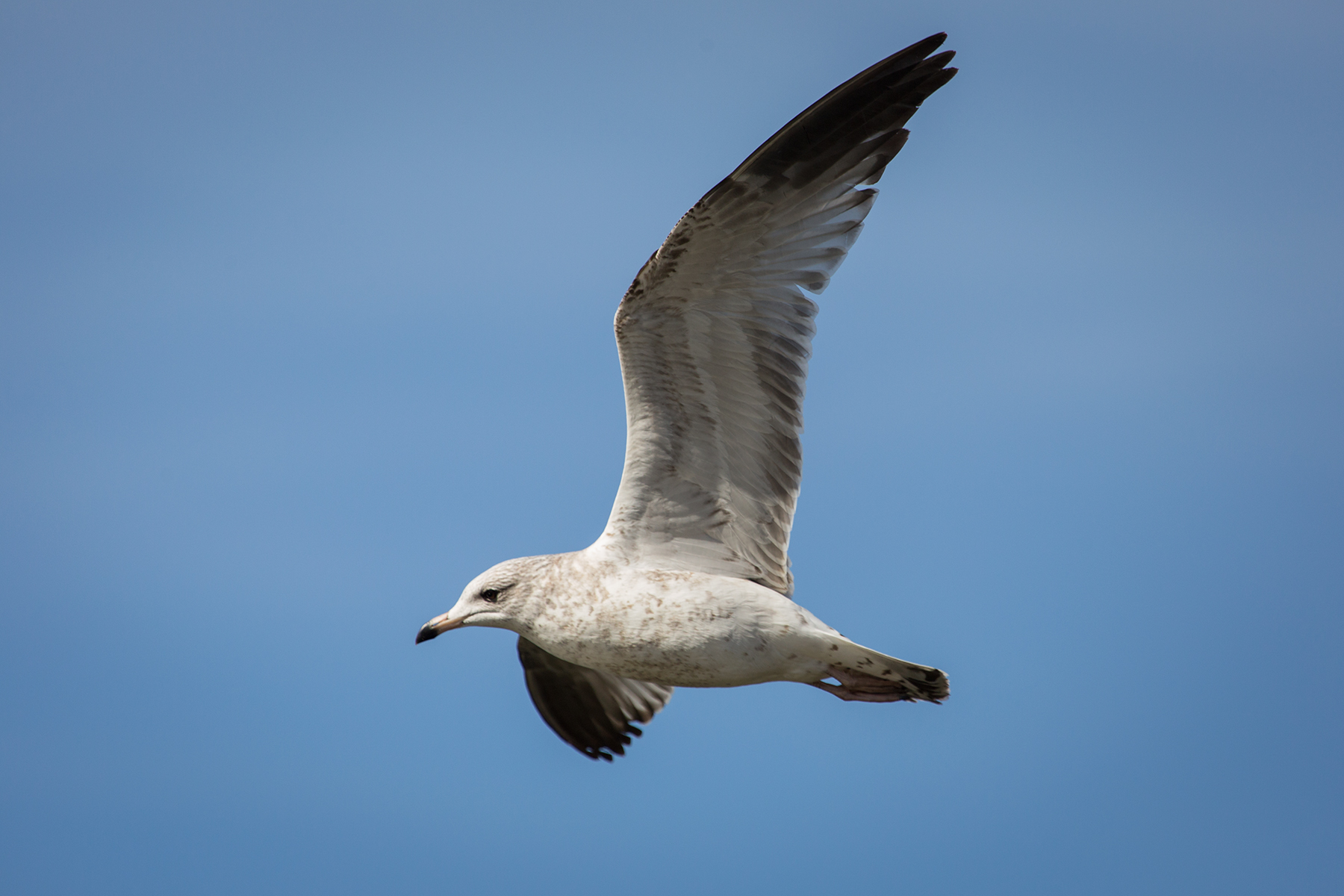
Делавэрская чайка: молодая особь в полёте; Айова, США

Делавэрская чайка широко распространена в Северной Америке. В качестве мест гнездования предпочитает озёра и водохранилища. Область гнездования простирается от южной Канады до середины США. Зимой птицы мигрируют на юг. Регионы зимовки — это южные США от Флориды и Калифорнии через Мексику и Центральную Америку до Карибского моря, Багам и Больших Антильских островов. Редко она прилетает на Аляску, в Эквадор, Панаму, Венесуэлу, Колумбию, Бразилию, Южную Африку, Японию, Южную Корею, Мавританию, Марокко, Сенегал и на некоторые атлантические и тихоокеанские острова, такие как Гавайи, Азорские острова и Бермуды.
В качестве залётного вида птиц можно встретить чаще в Западной Европе, например, в Португалии, Испании, Франции и Великобритании. В Центральной и Северной Европе, где она наблюдалась, например, в Бельгии, Нидерландах, Германии, Дании, Польше, Швеции, Норвегии и Исландии — этот вид редкое исключительное явление.

## Образ жизни
Спектр питания делавэрской чайки широк — от рыб и беспозвоночных, таких как насекомые, иглокожие, черви, улитки и моллюски, до падали. Рыбу птицы активно вылавливают из воды, в то время как червей и насекомых добывают на лугах. Поиски питания ведут также в городах, например, на свалках мусора. На побережье и берегах кормится моллюсками и другими беспозвоночными. В период гнездования чайка селится на внутренних водоёмах. Гнездо сооружается на земле в зарослях травы. Оно представляет собой конусообразную постройку из растительного материала, такого как трава, камыш, листья и прочего с ямкой в центре. Птицы гнездятся колониями.